# Leucospermum cordatum
Leucospermum cordatum är en tvåhjärtbladig växtart som beskrevs av Edwin Percy Phillips. Leucospermum cordatum ingår i släktet Leucospermum och familjen Proteaceae. Inga underarter finns listade i Catalogue of Life.